# Otto IV van Ravensberg
Otto IV van Ravensberg (circa 1276 - 1328) was van 1305 tot aan zijn dood graaf van Ravensberg.

## Levensloop
Otto IV was de derde zoon van graaf Otto III van Ravensberg en diens echtgenote Hedwig, dochter van heer Bernhard III van Lippe.
Omdat zijn oudere broers reeds overleden waren, volgde Otto in 1305 zijn vader op als graaf van Ravensberg. Hij bleef dit tot aan zijn dood in 1328. Omdat hij geen mannelijke nakomelingen had, werd hij in deze functie opgevolgd door zijn jongere broer Bernhard.

## Huwelijk en nakomelingen
In 1313 huwde Otto met Margaretha van Berg (1285-1340), dochter van Hendrik van Berg, heer van Windeck. Ze kregen twee dochters:
- Hedwig (overleden in 1336), huwde in 1328 met hertog Willem II van Brunswijk-Lüneburg
- Margaretha (1320-1389), huwde in 1339 met graaf Gerard van Berg